# كايكي
كايكي (مواليد 11 يونيو 2003) هو لاعب كرة قدم برازيلي يلعب في مركز جناح في نادي فلومينينسي،سينضم لنادي مانشستر سيتي في بداية 2022.